# Christophe Dejours
Christophe Dejours, né le 7 avril 1949 à Paris, est un psychiatre, psychanalyste, médecin du travail, ergonome et professeur de psychologie français nommé professeur au CNAM, spécialiste en psychodynamique du travail et en psychosomatique. 

## Biographie
Il a été professeur titulaire de la chaire de psychanalyse-santé-travail au Conservatoire national des arts et métiers et directeur de recherche à l'Université René Descartes Paris V. À partir d'un travail critique en psychopathologie du travail à la lumière de l'ergonomie de langue française et de la sociologie, il « a créé une nouvelle discipline », la « psychodynamique du travail ». Il est membre titulaire de l'Association psychanalytique de France, membre titulaire de l'Institut de psychosomatique-Pierre Marty, président du Conseil scientifique de la Fondation Jean Laplanche - Institut de France. Il est également responsable scientifique de l'Institut de psychodynamique du travail.

## Recherches
Ses axes de recherches portent sur les questions d'organisation du travail et leurs effets sur la santé des travailleurs, en tenant compte de l'écart entre travail prescrit et travail effectif, de la souffrance au travail née de la rencontre avec la résistance du réel (en particulier la souffrance pathogène, comme la souffrance éthique – sentiment de perte de sa propre dignité, de trahison de son idéal ou de ses valeurs, lorsqu'un individu est amené à commettre du fait de son travail des actes qu'il réprouve moralement, le suicide au travail) et à l'inverse du plaisir au travail et de la sublimation (et ses conditions de possibilité ou d'impossibilité). L'un des apports de la psychodynamique du travail concerne les stratégies de défense individuelles et collectives déployées pour lutter contre la souffrance. Cette théorie met également en évidence l'importance de l'intelligence au travail au niveau singulier (le travailler) et au niveau collectif (la production de règles de travail ou activité déontique) et de la reconnaissance du travail et du travailleur (à travers les jugements de beauté et d'utilité). Enfin, Christophe Dejours explore les ressorts subjectifs de la domination, et ceux de la servitude volontaire, notamment dans le cadre des transformations néolibérales du travail.
Christophe Dejours inscrit sa réflexion sur le travail, en association avec son second domaine de recherche : les affections du corps  et leurs liens avec le fonctionnement psychique, la théorie de la sexualité et la métapsychologie du corps. À partir d'une controverse en psychosomatique, il propose de considérer une troisième topique en psychopathologie, faisant référence à l'existence d'un inconscient appelé “amential” (Laplanche propose le terme d'inconscient enclavé). Il rejoint en cela d'autres auteurs qui ont considéré que les deux topiques freudiennes n'étaient pas suffisantes, tels P.-C. Racamier (1992), W. Reid (1996), R. Cahn (2002), mais aussi P. Bourdier (dès 1970), Guillaumin (1996), D. Anzieu (1975) et R. Kaës (2002). La troisième topique de Dejours, ou « topique du clivage », est définie par les clivages entre le vrai et le faux self, et selon qu’il y a ou non mentalisation. Dans son livre de 2002, il reprend et développe un peu différemment sa conception d’une troisième topique intrapsychique en distinguant l’ «inconscient refoulé », fait de représentations, de l’ « inconscient amential » fait de motions pulsionnelles finalisées par l’agir (agieren) et caractérisées par la violence avec ou sans intrication pulsionnelle (ce qui correspond à peu près au Ça freudien). 

### Théâtre sur la souffrance au travail
Christophe Dejours a co-écrit, co-réalisé et joue depuis 2019 une pièce sur le thème de la souffrance au travail : L'entrée en résistance,,.

## Publications
- Souffrance en France - La banalisation de l'injustice sociale, éditions du Seuil, 1998, 183 p.
- Travail, usure mentale - De la psychopathologie à la psychodynamique du travail, Paris, Bayard, 1980 (rééd. 2000), 281 p.
- Le Facteur humain, coll. Que sais-je ? Paris, PUF, 1994 (rééd. 2018), 127 p.
- L’évaluation du travail à l’épreuve du réel - Critique des fondements de l’évaluation Versailles, INRA éditions, 2003, 84 p.
- Le corps, d'abord - Corps biologique, corps érotique et sens moral, Paris, Payot, 2001 et coll. « Petite Bibliothèque Payot » no 476, 2003  (ISBN 9782228897488).
- Conjurer la violence - Travail, violence et santé, Payot, 2007, et coll. « Petite Bibliothèque Payot » no 785, 2011  (ISBN 9782228906104).
- Suicide et travail : que faire ?, en collaboration avec Florence Bègue, PUF, 2009, 130 p.
- Les Dissidences du corps, Payot, coll. « Petite Bibliothèque Payot » no 01, 2009  (ISBN 9782228904094)
- Travail vivant :
  - Tome 1 : Sexualité et travail, Payot, 2009, et coll. « Petite Bibliothèque Payot » no 895, 2013  (ISBN 9782228908399)
  - Tome 2 : Travail et émancipation, Payot, 2009, et coll. « Petite Bibliothèque Payot » no 896, 2013  (ISBN 9782228908405)
- (collectif) Un monde sans fou ? Champsocial, 2010  (ISBN 9782353710805).
- Observations cliniques en psychopathologie du travail, PUF, coll. « Souffrance et théorie », 2010, 160 p.
- La Panne, Bayard éditions, 2012
- Le Choix - Souffrir au travail n'est pas une fatalité, Bayard éditions, 2015
- Situations du travail, PUF, 2016
- [théâtre] Très nombreux chacun seul. L'entrée en résistance avec Jean-Pierre Bodin, Alexandrine Brisson, Editions Azoé, 2021  (ISBN 2956426281)
- Christophe Dejours (dir.), Écouter le travail vivant : Nouveaux chemins cliniques, Éditions de l'Atelier, 2024, 164 p. (ISBN 270824728X).